# Marco Antonio dos Santos
Marco Antonio dos Santos oder kurz Marquinho (* 11. November 1966 in São Paulo) ist ein ehemaliger brasilianischer Fußballprofi.
Der offensive Mittelfeldspieler und ausgezeichnete Freistoßschütze begann seine Karriere 1985 bei Associação Atlética Ponte Preta in Campinas. Anschließend wechselte er 1989 zum Internacional Porto Alegre nach Porto Alegre, von wo er 1990 seine Auslandskarriere startete. Er spielte die nächsten Jahre in Peru, Österreich, Mexiko und in den Vereinigten Staaten und gewann dabei mit seinen Teams mehrere Meisterschaften.
In Peru wurde er 1992 zum wertvollsten Spieler der Liga gewählt, und 1997 als bester ausländischer Spieler ausgezeichnet. Den größten internationalen Erfolg feierte Marquinho 1994, als er mit dem SV Austria Salzburg nicht nur die österreichische Meisterschaft gewann, sondern bis ins Finale des UEFA-Pokals einzog.

## Erfolge
- 1997: Peruanische Meisterschaft (mit Alianza Lima)
- 1994: Österreichische Meisterschaft (mit dem SV Austria Salzburg)